# 青椒肉絲
- 青椒肉糸
- 靑椒肉絲
- 青椒肉絲

青椒肉絲（チンジャオロウスー/チンジャオロースウ、中国語: 青椒肉丝; 拼音: qīngjiāo ròusī）は、ピーマンと細切りにした肉などを炒めた中華料理である。
中国では青椒肉絲は豚肉を使用する料理であり、牛肉を使用した場合は「青椒牛肉絲」と呼び明文化する事が多い。その際の日本語のカタカナ表記は「チンジャオニウ ロウスー」「チンジャオニュー ロウスー」などになるが、日本では牛肉を使用していても「青椒肉絲」と呼ばれることもある。

## 概要
「青椒（チンジャオ）」とは辛みを抜いて品種改良した唐辛子（現代ではピーマン、ししとうなど）の緑色の果実を指す。「絲（スー）」は絹糸の意味であり、細く等幅に切られた豚肉が調理されて油をまとい、皿の上できらきらと光る視覚的イメージを指す。
つまり青椒肉絲とは、ピーマンなどの細切りと肉材の細切りを油で炒めた料理のことをいう。中国の素朴な作り方では老酒と塩のみを調味料として使用するとされる。赤や黄色のピーマンと一緒に炒めたものは「彩椒肉絲（ツァイジャオロースー）」という。
日本において、現代の一般的な調理法としては、下味を付けた豚肉または牛肉の細切りと、ピーマン、タケノコ、タマネギ、モヤシ、ネギなどの野菜の細切り、調味料には醤油、酒、ショウガ、ニンニク、胡椒、オイスターソース、片栗粉、そして油は胡麻油が使われることが多い。
青椒肉絲の起源は古く、豚肉を調理した福建料理に端を発するともいわれる。四川料理とされることも多いが、現代においては辛みよりも旨みを重視する広東風のものがポピュラーであり、オイスターソース（カキ油）、酒（紹興酒など）、砂糖などを使って甘辛く調味される。一方、四川風のものでは豆板醤や醤油などを使って辛味を効かせて仕上げられる。
中国だけでなく、北米、ヨーロッパ、日本などの華僑により伝えられ世界中でポピュラーな中華料理として定着している。アメリカでは、豚肉よりも牛肉が好まれるため牛肉を調理し濃いめの味付けがされているなど、材料や味付けを変えてその土地の嗜好に合わせた料理に変化している。多くの日本のものはアメリカスタイルの影響を受けているといえる。